# Alfred Vincent

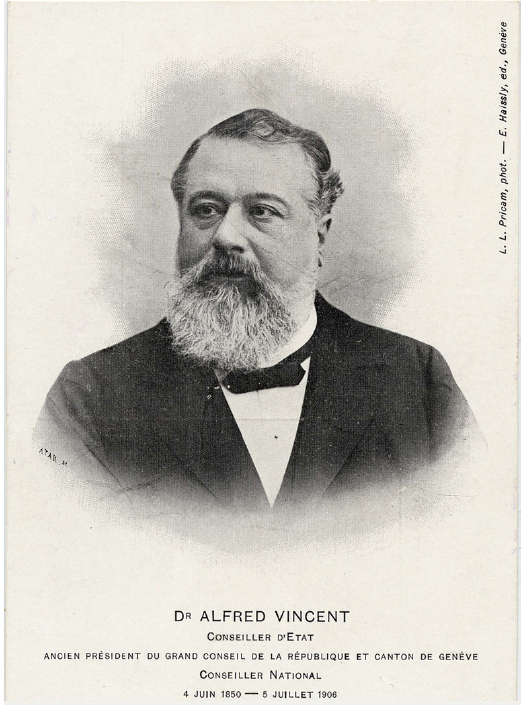
Alfred Vincent (1905)

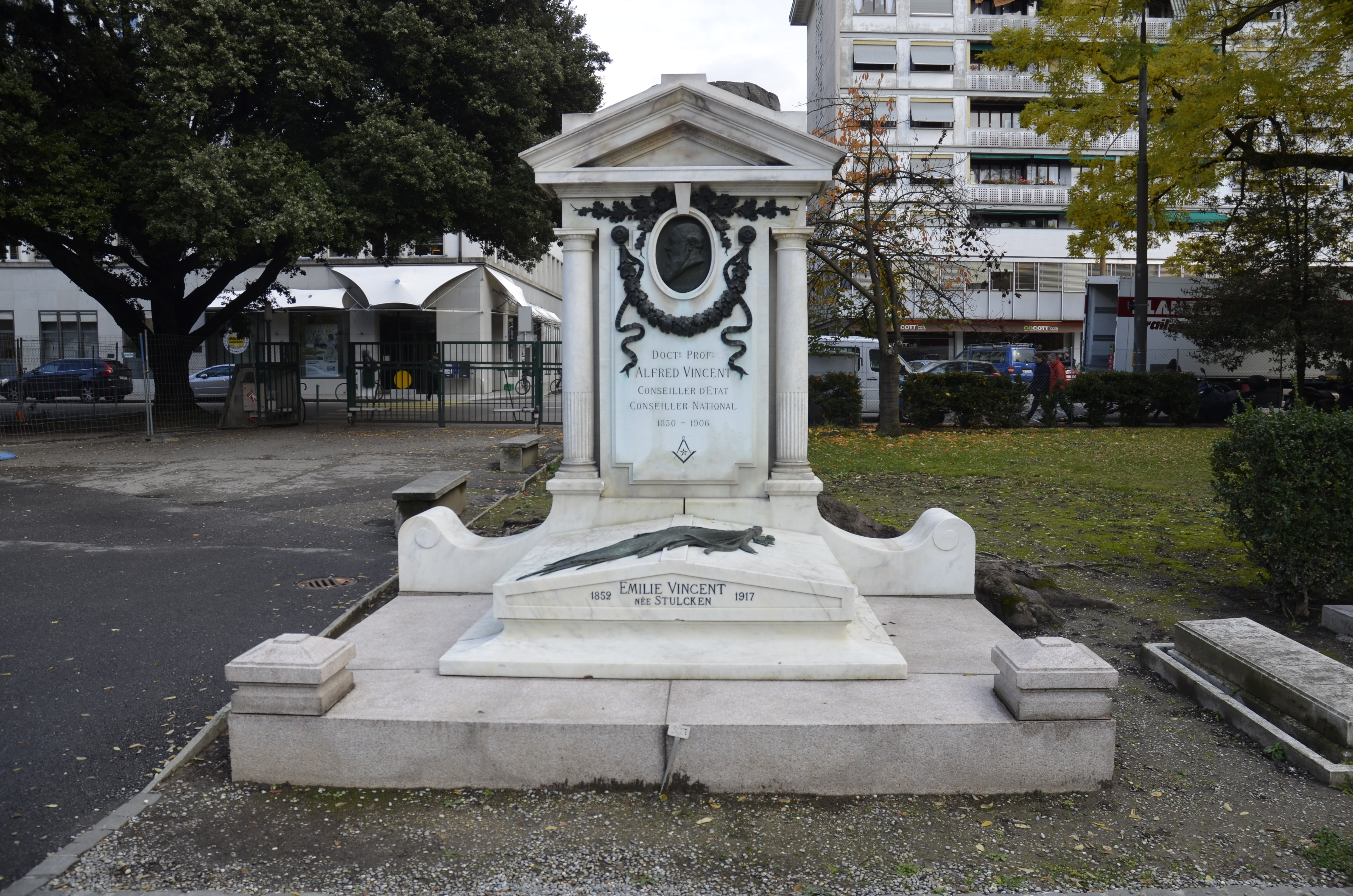
Grabmal von Alfred Vicent

Alfred-Louis Vincent (* 4. Juni 1850 in Sankt Petersburg; † 5. Juli 1906 in Genf; heimatberechtigt in Genf) war ein Schweizer Mediziner und Politiker.

## Leben

### Familie
Alfred Vincent war der Sohn des Dachdeckermeisters Jean-Louis Vincent und von dessen Ehefrau Augustine Amélie Caroline (geb. Schmidt).
Er war seit 1874 in erster Ehe mit Marie, der Tochter des Gutsbesitzers Paul Terroux, verheiratet. In zweiter Ehe heiratete er 1887 Emilie Rodolphine Marguerite, die Tochter von Heinrich Stülcken; die Schwester seiner Ehefrau, Alwine Stülcken (1863–1918), war mit dem deutschen Generalleutnant Arthur von Dietlein verheiratet.
Er verstarb an den Folgen eines Sturzes und wurde auf Staatskosten auf dem Cimetière des Rois in Genf beigesetzt.
Seine umfangreiche Bibliothek vermachte er der Stadtbibliothek Genf und stiftete dazu 50'000 Schweizer Franken für einen Fonds, dessen Zinsgewinn zu philanthropischen Zwecken verwendet werden sollte.
Der Maler Léon Gaud fertigte eine Porträtmalerei von Alfred Vincent an.

### Werdegang
Von 1878 bis 1870 betrieb Alfred Vincent natur- und geisteswissenschaftliche Studien an der Akademie Genf (siehe Universität Genf) und immatrikulierte sich 1872 zu einem Medizinstudium an der Universität Strassburg, das er an der Universität Bern fortsetzte und 1876 beendete.
Seit 1876 war er in Genf und war im Quartier Les Paquis als Arzt tätig; 1878 promovierte er mit seiner Dissertation Contribution à l’étude des anomalies artérielles zum Dr. med.
1881 wurde er zum Inspektor des öffentlichen Gesundheitswesens ernannt.
Er wurde 1883 Lehrer für Hygiene an der Höheren Töchterschule und am Gymnasium und war von 1884 bis zu seinem Rücktritt 1897 Direktor des kantonalen Gesundheitsamts; 1884 konnte er durch rechtzeitiges Eingreifen den Ausbruch einer Choleraepidemie in Genf verhindern.
Von 1889 bis zu seinem Rücktritt 1900 dozierte er, nach der Ernennung durch den Staatsrat, als ordentlicher Professor für Hygiene an der Medizinischen Fakultät der Universität Genf. 1889 wurde er auch Mitglied der ärztlichen Fachprüfungskommission.
1890 reiste er nach Berlin, um sich mit den Heilmethoden gegen Lungenleiden von Robert Koch vertraut zu machen.
Er war, als Nachfolger des verstorbenen Georges Favon, von 1902 bis zu seinem Tod im Verwaltungsrat der Schweizerischen Bundesbahnen; sein Nachfolger dort wurde Victor Charbonnet.
In der Schweizer Armee wurde er bei den Sanitätstruppen 1878 zum Oberleutnant und 1883 zum Hauptmann befördert. 1886 wurde er aus der Wehrpflicht entlassen.

### Politisches und gesellschaftliches Wirken
Alfred Vincent war von 1881 bis 1906 radikalliberaler Genfer Grossrat und von 1881 bis 1882 deren Sekretär, von 1882 bis 1883 Vizepräsident sowie von 1883 bis zur Ablehnung seiner Wiederwahl 1884, von 1888 bis 1890 und von 1892 bis 1895 deren Präsident.
1889 lehnte er eine Wahl zum Staatsrat ab, weil er seine Stellung als Direktor der Sanitätsbehörde bevorzuge.
Er wurde 1896 Präsident des Komitees der Gruppe 37 (Hygiene, Medizin, Chirurgie) der Schweizerischen Landesausstellung 1896 in Genf.
Von 1898 bis 1906 war er Staatsrat und dort bis 1902 Direktor des Innendepartements sowie von 1902 bis 1906 des Erziehungsdepartements (1898 erfolgte seine Wahl zum Vizepräsidenten, 1900 zum Präsidenten und 1902 erneut zum Vizepräsidenten); ihm folgte Jules Perréard in den Staatsrat.
Vom 7. Dezember 1896 bis zu seinem Tod war er Nationalrat; dort folgte ihm Marc-Eugène Ritzchel (1856–1931) nach.
1898 reiste er als Staatsrat nach Nizza, um die Leiche des dort verstorbenen Staatsrats Alexandre Gavard nach Genf zu überführen.
Er führte 1900 eine Änderung in der Aufgabenstellung im Departement Inneres ein, sodass er seine Zuständigkeit für die Gefängnisse an das Departement Polizei übergeben konnte und hierfür das neu geschaffene Armenwesen übertragen bekam.
1903 wurde er Ehrenpräsident des Komitees zur Beförderung des Faucille-Durchstichs, bei dem es um einen Bahn-Tunnel-Durchstich des Col de la Faucille ging.
Er war 1904 Präsident der nationalrätlichen Kommission für die Revision der Militärversicherung.
1906 unterzeichnete er den Aufruf an das Schweizervolk für die Eidgenössische Volksabstimmung vom 10. Juni 1906 (siehe Volksabstimmungen in der Schweiz 1906), in der das Lebensmittelgesetz angenommen wurde.
Er war der Gründer der sogenannten Dispensarien, die den Zweck hatten, minderbemittelten Kranken unentgeltliche ärztliche Hilfe und eventuell auch Heilmittel zukommen zu lassen.
Kurz vor seinem Tod wurde er durch den Bundesrat mit dem Vorsitz der internationalen Konferenz für die Revision der Genfer Konvention beauftragt; dem leitenden Ausschuss gehörte er als Vizepräsident an.

## Mitgliedschaften
Als Freimaurer war Alfred Vincent Mitglied der Schweizerischen Grossloge Alpina.
1889 lehnte er eine Wahl zum Präsidenten der Gesellschaft für Feuerbestattung ab.

## Ehrungen und Auszeichnungen
In Genf wurde die Rue Dr-Alfred-Vincent nach dem Arzt und Politiker benannt.

## Schriften (Auswahl)
- Contribution à l’étude des anomalies artérielles. Genf, 1878 (Digitalisat).